# Lyonská kuchyně

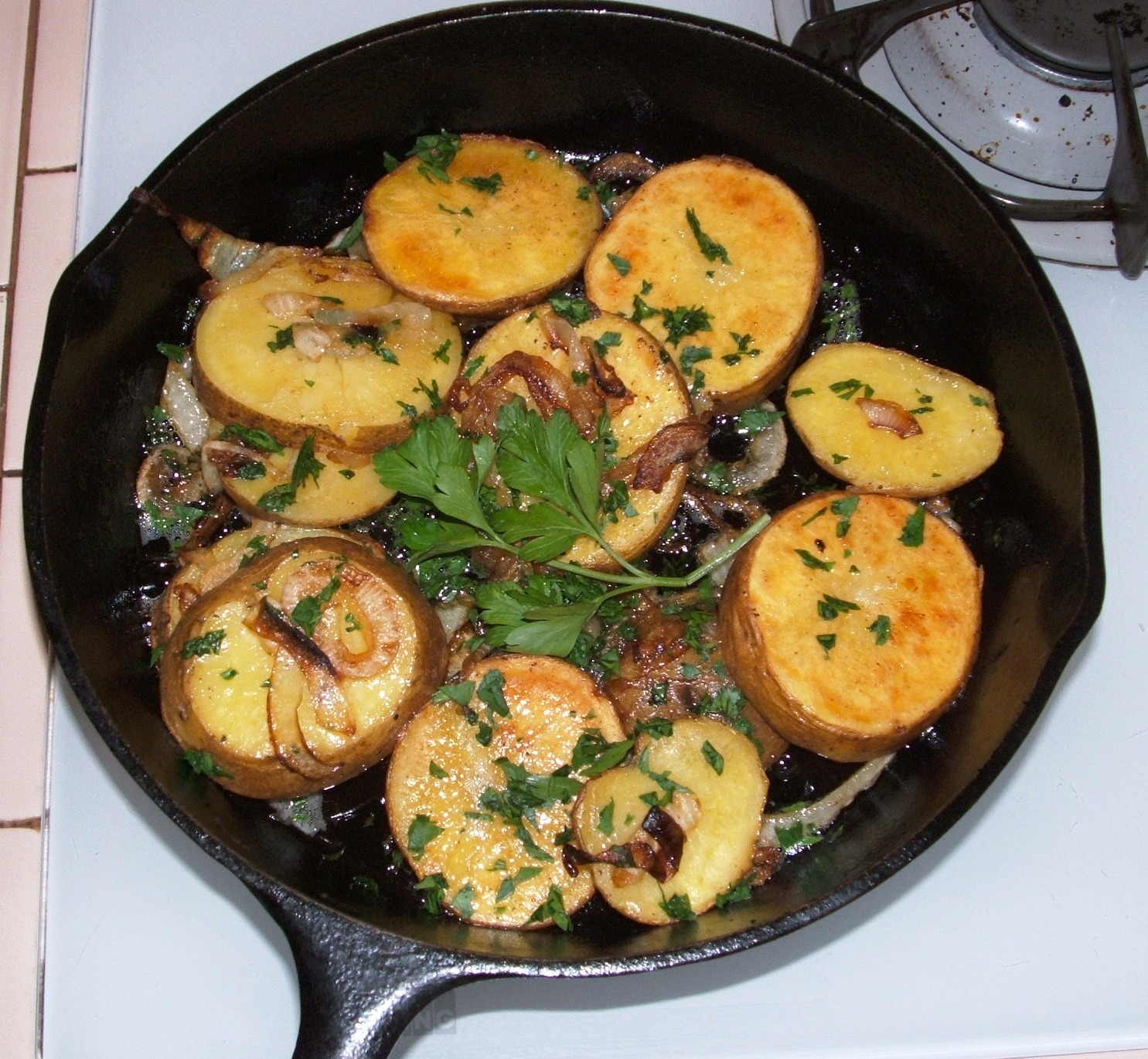
Brambory po lyonsku

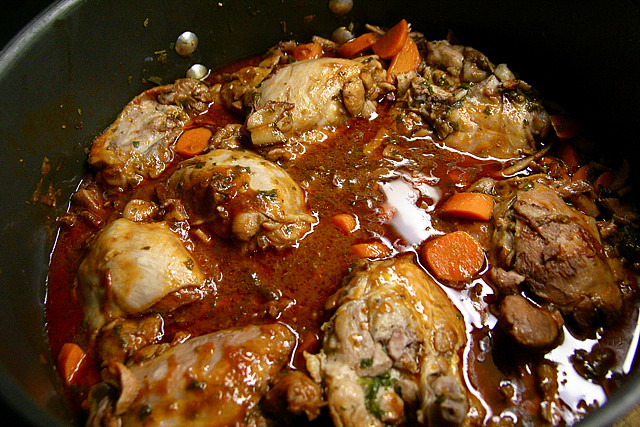
Kohout na víně

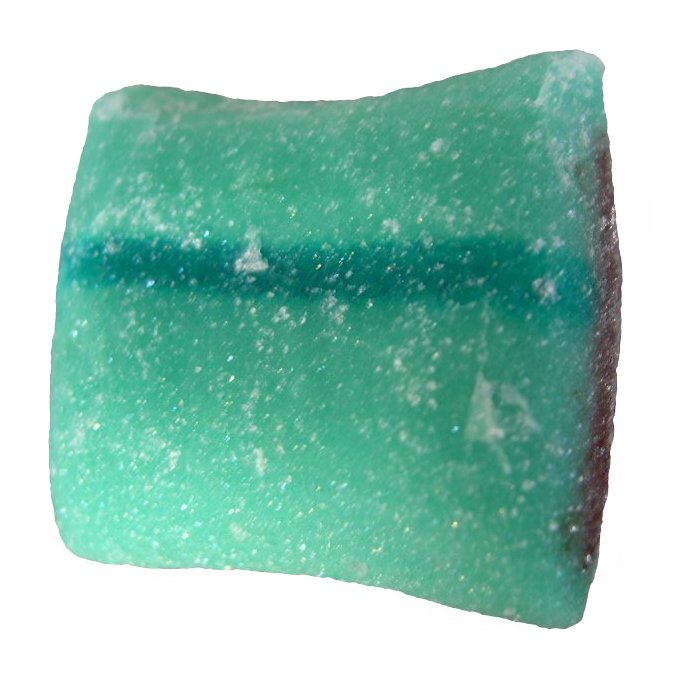
Coussin de Lyon

Lyonská kuchyně (francouzsky: Cuisine lyonnaise) je tradiční kuchyní francouzského města Lyon a jeho okolí.

## Historie
Historie lyonské kuchyně začala v 16. století, kdy si Kateřina Medicejská pozvala do Francie kuchaře z Florencie, kteří začali používat místní produkty. Lyon se stal oblastí, kde se křížily gastronomické vlivy z mnoha koutů Francie. Používala se letní zelenina z farem z krajů Bresse a Charolais, zvěřina z Dombes, jezerní ryby ze Savojska, ovoce a zelenina z Drôme a Ardèche a vína z údolí Rhony a Beaujolais.
V roce 1935 slavný gastronomický kritik Curnonsky popsal Lyon jako "gastronomické hlavní město světa".
Lyonská kuchyně 21. století se vyznačuje jednoduchostí a kvalitou. V Lyonu se nachází přes 1000 restaurací, což je jedna z nejvyšších koncentrací restaurací na obyvatele v celé Francii.

## Příklady lyonských pokrmů
Mezi tradiční pokrmy Lyonu patří:
- Brambory po lyonsku, brambory s cibulí a petrželkou restované na másle
- Saucisson de Lyon, sušená klobása z vepřového masa
- Andouillette, pokrm z vepřových vnitřností, cibule a vína
- Kohout na víně
- Kandované kaštany
- Coussin de Lyon, sladkost z čokolády, marcipánu a likéru Curaçao
- Gratinované artyčoky
- Cervelle de canut, pomazánka ze sýra a bylinek
- Lyonská omáčka, omáčka z vína, octa a cibule
- Tablier de sapeur, pokrm podobný řízku
- Quenelle, pokrm ve tvaru vejce z rybího masa
- Francouzské tacos (též lyonské tacos), lyonská varianta mexických tacos. Jedná se o tortillu plněnou hranolky, masem a sýrem. Populární pouliční jídlo.
- Boží milosti
- Pralinky